# Charles Jewtraw
Charles Jewtraw (Harkness, Nova York, 5 de maig de 1900 – Palm Beach, Florida, 26 de gener de 1996) va ser un patinador de velocitat sobre gel nord-americà, que va guanyar la primera medalla d'or (a la prova de 500 m) de la història dels Jocs Olímpics d'hivern a Chamonix 1924.
També va participar en dues distàncies més: els 1.500 metres, on va acabar vuitè, i els 5.000 metres, on aconseguí la tretzena posició.
Jewtraw ja havia estat campió dels Estats Units el 1921 i 1923 i va aconseguir el rècord del seu país en 100 iardes amb una marca de 9.4 segons. Després dels jocs de Chamonix es va retirar de les competicions.